# Monastère des Vierges
Le monastère des Vierges est un ancien monastère situé dans les ruines de l'ancienne capitale arménienne d'Ani, en Turquie.

## Nom
L'église est dédiée aux vierges martyrisées avec Hripsimé ; en arménien : Կուսանաց վանք (Gusanats’ vank’).

## Caractéristiques
Le monastère occupe un emplacement dans le sud du site d'Ani, capitale de l'ancien royaume d'Arménie vers l'an 1000, sur le bord du plateau surplombant l'Akhourian. Le site est situé dans l'extrême est de la Turquie, sur la province de Kars, au contact de la frontière avec l'Arménie ; l'église n'est située qu'à 50 m au nord. Sur le site, la cathédrale d'Ani est située à 300 m au nord-ouest et l'église Saint-Grégoire de Tigrane Honents à 300 m au nord-est.
Il ne subsiste plus que l'église principale du monastère, très endommagée, ainsi que quelques murs attestant de l'existence d'autres bâtiments.
Édifiée sur un socle circulaire, l'église est en forme d'hexaconque, et plusieurs petits conques sur la façade sont décorés par trois arcatures, sur une colonne double. La coupole de l'église est en ombrelle et le tambour dodécagonal. Quatre fenêtres percent ce tambour.

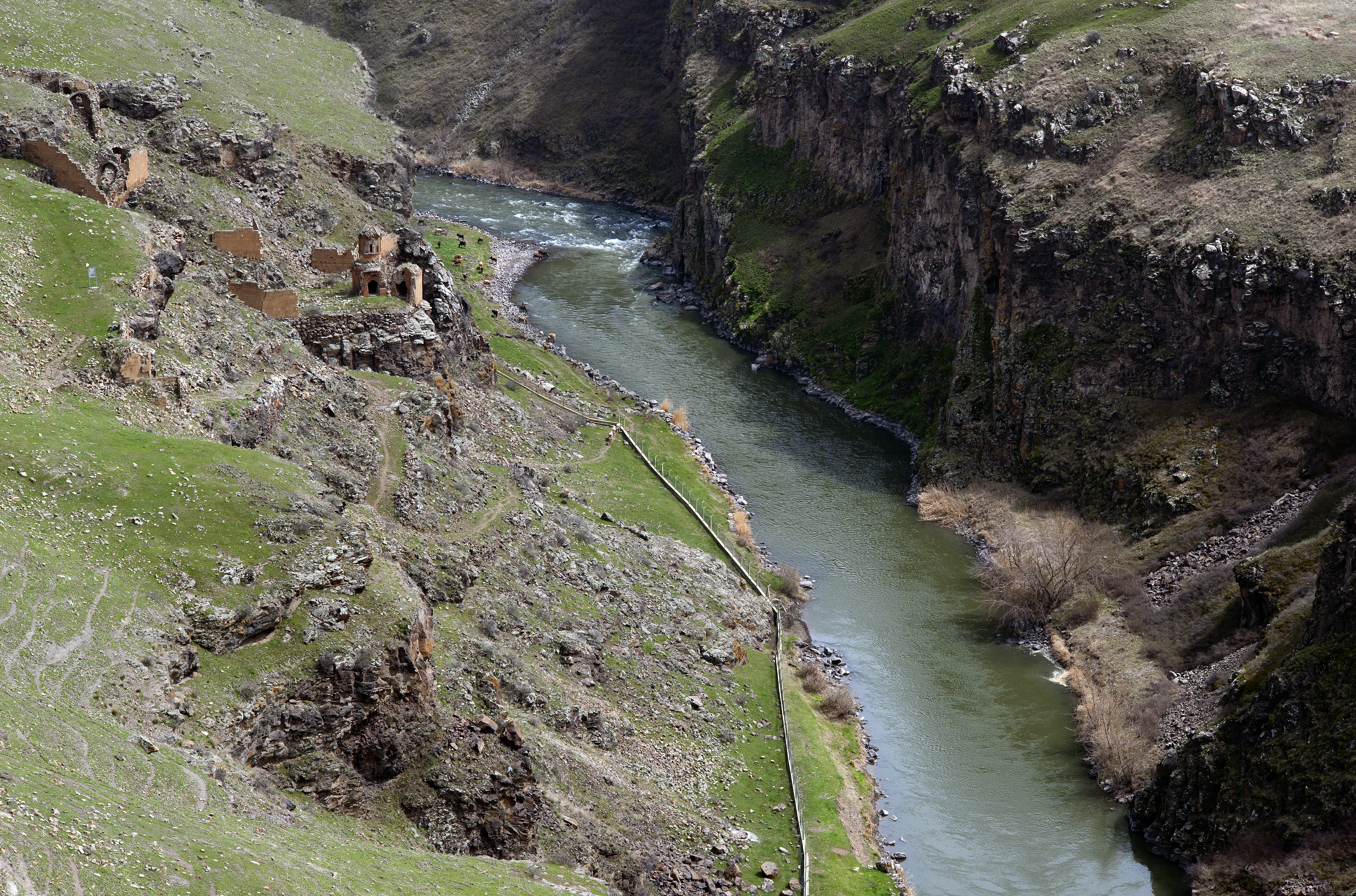
Vue générale du site.
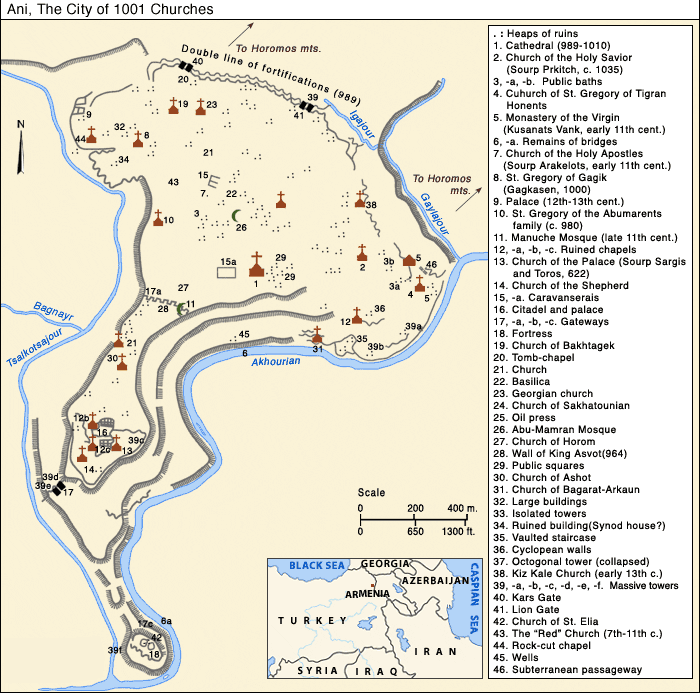
Carte d'Ani. Le monastère des Vierges est situé en 5.

## Historique
Le monastère des Vierges est construit entre le XIe et le XIIIe siècle.